# Liste des villes jumelées de Moldavie

Carte de la Moldavie.

Ceci est la Liste des villes jumelées de Moldavie ayant des liens permanents avec des communautés locales dans d'autres pays. Dans la plupart des cas, en particulier quand elle est officialisée par le gouvernement local, l'association est connue comme « jumelage » (même si d'autres termes, tels que « villes partenaires », « Sister Cities » ou « municipalités de l'amitié » sont parfois utilisés). La plupart des endroits sont des villes, mais cette liste comprend aussi des villages, des districts, comtés, etc., avec des liens similaires.
- Haut – A
- B
- C
- D
- E
- F
- G
- H
- I
- J
- K
- L
- M
- N
- O
- P
- Q
- R
- S
- T
- U
- V
- W
- X
- Y
- Z

## B
Bălți
- Arad, Israël
- Białystok, Pologne
- Tchernivtsi, Ukraine
- Comrat, Moldavie
- Izmir, Turquie
- Khmelnytskyï, Ukraine
- Lakeland, États-Unis
- Larissa, Grèce
- Livny, Russie
- Miercurea-Ciuc, Roumanie
- Mohyliv-Podilskyï, Ukraine
- Narva, Estonie
- Nijni Novgorod, Russie
- Orcha, Biélorussie
- Płock, Pologne
- Podolsk, Russie
- Polotsk, Biélorussie
- Pouchkine, Russie
- Retchytsa, Biélorussie
- Stryï, Ukraine
- Vitebsk, Biélorussie
- District administratif ouest, Russie
- Wuzhong, China
- Zapadnoïe Degounino, Russie

Basarabeasca
- Ogre, Lettonie[2]

## C
Chișinău
- Alba Iulia, Roumanie
- Ankara, Turquie
- Borlänge, Suède
- Bucarest, Roumanie
- Tchernivtsi, Ukraine
- Grenoble, France
- Iași, Roumanie
- Kiev, Ukraine
- Mannheim, Allemagne
- Minsk, Biélorussie
- Odessa, Ukraine
- Reggio d'Émilie, Italie
- Sacramento, États-Unis
- Tbilissi, Géorgie
- Tel Aviv-Jaffa, Israël
- Erevan, Arménie

Comrat
- Bălți, Moldavie[1]

Criuleni
- Jurbarkas, Lituanie[4]

## E
Edineț,,,,
- Daugavpils, Lettonie
- Râmnicu Sărat, Roumanie
- Rēzekn, Lettonie
- Roman, Roumanie
- Săcele, Roumanie

## F
Florești
- Saldus, Lettonie[10]

## G
Ghelăuza (en)
- Kandava, Lettonie[11]

## I
Ialoveni
- Force, Italie
- Ineu (Arad), Roumanie
- Lesznowola, Pologne
- Montefortino, Italie
- Pașcani, Roumanie
- Pocheon, Corée du Sud
- Radnevo, Bulgarie
- Senec, Slovaquie
- Tomești, Roumanie
- Topraisar, Roumanie

## O
Ocnița
- Preiļi, Lettonie[13]

Orhei
- Talsi, Lettonie[14]

## R
Rîbnița
- Tcherniakhovsk, Russie
- Dmitrov, Russie
- Dyatkovsky District (en), Russie
- Hola Prystan, Ukraine
- Vinnytsia, Ukraine

Rîșcani
- Pārgauja, Lettonie[16]

## S
Slobozia Mare (en)
- Florești, Roumanie

Soroca
- Bauska, Lettonie[18]
- Rēzekne, Lettonie[19]

## T
Tiraspol
- Eilenbourg, Allemagne
- Kalouga, Russie
- Koursk, Russie
- Leninsky (Minsk) (en), Biélorussie
- Novossibirsk, Russie
- Santarém, Portugal
- Soukhoumi, Géorgie
- Ternopil, Ukraine
- Trondheim, Norvège
- Tskhinvali, Georgia